# Aulacus brevis
Aulacus brevis är en stekelart som beskrevs av Smith 2005. Aulacus brevis ingår i släktet Aulacus och familjen vedlarvsteklar. Inga underarter finns listade.